# World Trade Center Jakarta
Das World Trade Center Jakarta ist ein Komplex von Geschäftsgebäuden in der Jalan Jenderal Sudirman, Jakarta, Indonesien. Die Gebäude des Komplexes werden als WTC 1, WTC 2, WTC 3, WTC 5 und WTC 6 bezeichnet.  WTC 3 ist das höchste Gebäude des Komplexes, ein 209 Meter hoher Wolkenkratzer mit 44 Stockwerken über dem Boden und 5 Stockwerken unter dem Boden. Die Gesamtfläche des Komplexes beträgt etwa 8 Hektar (20 Acres).
Derzeitige Mieter sind unter anderem ABB Group, Permata Bank, Allianz, PriceWaterhouseCoopers, Hanwha Life sowie die Botschaften von Kanada, Ecuador, Guatemala Irland und Panama.

## WTC 1
Fertigstellung des Gebäudes: 1991
- Höhe: 89 m
- Vermietbare Fläche: 42.000 m²
- Anzahl der Etagen: 17 Etagen
- Etagengröße: 2.300 m²
- Parkplatzkapazität: 150 Stellplätze
- Aufzüge
  - Personenaufzüge: 10
  - Executive-Aufzüge: 1
  - Service- und Parkaufzüge: 1[3][4]

## WTC 2
Jahr der Fertigstellung: 2012
- Höhe: 160 m
- Stockwerke: 28
- Vermietbare Gesamtfläche: 60.000 m²
- Typische Geschossfläche: 1.970–2.020 m²
- Bankhalle auf Ebene 1 und 2
- 5 Ebenen des Parkplatzes
- Einzelhandelsflächen & Food Court im Untergeschoss 1
- Stellplätze 1.000 Stellplätze auf 5 Ebenen[5][6]

## WTC 3
WTC 3 ist das höchste Gebäude des Komplexes, ein 209 Meter hoher Wolkenkratzer mit 44 Stockwerken über dem Boden und 5 Stockwerken unter dem Boden. Der Wolkenkratzer wurde im April 2017 vollendet.
- vermietbare Fläche 69.000 m²
- Typische Grundfläche ca. 1.800 m²
- Parkplätze ca. 950 Stellplätze im Untergeschoss
- 100%ige Generator-Stromversorgung
- Aufzüge
  - Büroturm:
    - 8 Personenaufzüge der unteren Zone
    - 6 Personenaufzüge der mittleren Zone
    - 6 Personenaufzüge der oberen Zone
    - 2 Service-/Brandschutzaufzüge
    - 1 Privataufzug

  - Einzelhandelsfläche:
    - 3 Personenaufzüge
    - 1 Service-/Brandschutzaufzug
- Etagen
  - 38 Büroetagen
  - 5-stöckige Tiefgarage
  - 4-stöckiges Einzelhandelsfläche
- ca. 4.500 m² Einzelhandelsfläche mit Fitnessstudio, Restaurant und Food Court[10]

## WTC 5 & 6
WTC 5 und WTC 6 des Komplexes wurden 1985 fertiggestellt und waren damals als Wisma Metropolitan I und Wisma Metropolitan II bekannt. Beide Gebäude sind 69 Meter hoch und haben 18 Stockwerke.